# Luka Zulukidse
Luka Zulukidse (georgisch ლუკა წულუკიძე; * 8. Februar 2004 in Tiflis) ist ein georgischer Fußballspieler.

## Karriere

### Verein
Zulukidse begann seine Karriere beim FC Saburtalo Tiflis. Im November 2021 debütierte er gegen den FC Schukura Kobuleti für die Profis von Saburtalo in der Erovnuli Liga. In jener Partie, die Saburtalo mit 2:1 gewann, erzielte er den Treffer zum Endstand. Nach nur einer Partie in Tiflis wechselte er im Februar 2022 nach Russland zu Ural Jekaterinburg, wurde aber direkt zurück zu Saburtalo verliehen. Dort kam er während der Leihe aber nur zu einem weiteren Einsatz.
Vor Beginn der russischen Spielzeit 2022/23 kehrte Zulukidse nach Jekaterinburg zurück. Für Ural kam er in der Saison 2022/23 zu einem Einsatz in der Premjer-Liga. Im Juli 2023 kehrte er leihweise nach Georgien zurück und wechselte zur Zweitligamannschaft des FC Dinamo Tiflis.

### Nationalmannschaft
Zulukidse spielte im September 2021 erstmals für die georgische U-19-Auswahl.